# Carioca (Ölfeld)
Carioca (oder sugar loaf) ist ein Ölfeld vor der brasilianischen Küste. Es liegt im Campos-Becken, etwa 273 km südlich von Rio de Janeiro in 2140 m Tiefe. Der am 10. September 2007 bekannt gemachte Fund wurde schnell als eines der größten Vorkommen gefeiert Haroldo Lima, Vorsitzender der Agência Nacional do Petróleo, Gás Natural e Biocombustíveis (ANP), sprach von einer Menge bis zu 33 Mrd. Barrel, die jedoch schnell wieder revidiert wurden, da sich zu dem Zeitpunkt der Erkundungsstand auf eine Testbohrung belief. Im April 2011 wurden von Lima weitere Testbohrungen angekündigt.
Förderrechte an Carioca haben Petrobras (45 %), BG Group (30 %) und Repsol YPF Brasil S.A. (25 %).